# Вениг, Богдан Богданович
Богда́н Богда́нович Ве́ниг (Иога́нн Го́тлиб Ве́ниг, нем. Johann Gottlieb Wenig; 18 [30] июля 1837, Ревель — 1 [13] мая 1872, Санкт-Петербург) — остзейский и русский живописец, второстепенная фигура среди петербургских художников пореформенной эпохи, ассоциируемая с окружением Ивана Крамского и первой волной передвижников; младший брат Карла Венига, ученик Фёдора Бруни. Участник «бунта четырнадцати», один из членов-учредителей Петербургской артели художников (оба в 1863).

## Биография
Богдан Богданович Вениг родился в семье учителя музыки, органиста и скрипача лютеранской церкви Святого Николая в Ревеле Готлиба Фридриха Венига. Мать будущего живописца Агата Эмилия Фаберже — тётка ювелира Карла Фаберже.
После переезда в 1848 году семьи в Санкт-Петербург, где отец состоял при Дирекции императорских театров, в 1851 году поступает учиться в Императорскую Академию художеств в класс исторической живописи ректора Академии по живописи и ваянию, профессора Ф. А. Бруни.
Во время учебы в Академии считался выдающимся рисовальщиком. За успехи по рисунку и живописи с натуры дважды награждался малой серебряной медалью (в 1854 и 1856) и дважды — большой серебряной (в 1857 и 1859); в 1860 году получил малую золотую медаль за программу «Сцена из Олимпийских игр. Борьба», а в 1862-м — первую академическую премию суммой в 100 рублей за эскиз «Лобзание Иуды». В 1857–1858 годах участвовал в деятельности недолго просуществовавшего «Художнического общества» при Академии художеств.
В ноябре 1863 года Богдан Вениг в числе четырнадцати академистов во главе с Иваном Крамским, отказавшись от участия в конкурсе на большую золотую медаль, покинул Академию художеств и вступил в Санкт-Петербургскую артель художников; в следующем 1864 году Венигу как формальному выпускнику Академии было присвоено звание классного художника второй степени.
С 1865 года вместе с Крамским и Николаем Кошелевым работал над росписью главного купола Храма Христа Спасителя в Москве по картонам Крамского и А. Т. Маркова.
Помимо уничтоженных и затем реконструированных росписей Храма Христа Спасителя, произведений Богдана Венига в публичных коллекциях очень немного. Известна только одна достоверно атрибутируемая картина — портрет профессора-медальера Ивана Реймерса, подписанный и датированный 1869 годом (находится в музее Академии художеств); в порядке предположения Венигу атрибутируется историческая сцена «Великая княгиня Софья Витовтовна на свадьбе великого князя Василия Темного» — эскиз академической программы на большую золотую медаль за 1861 год, также находящийся в музее Академии художеств. Сохранившиеся рисунки также немногочисленны: в музее Академии художеств — несколько этюдов академического периода, подписанных и датированных периодом 1855–1858 годов; в Русском музее — карандашные набросок херувимов для купола Храма Христа Спасителя и небольшой, «искусно и бегло набросанный» рисунок женской головки. 

## Частная жизнь. Семья и потомки
Проживал в Коломне; имел право на потомственное почётное гражданство, но об этом не ходатайствовал. В браке (с 1866 года) с Катариной (Екатериной Семёновной) Нуммелин (ум. 1912) Богдан Вениг имел трёх сыновей: 
- Вольдемар (1867 — около 1921–1923)[35] — служащий Северного банка в Петербурге[36];
- Эмиль (1869–1898; был похоронен на Волковском лютеранском кладбище)[34][37] — офицер пехотного Самарского полка[38];
- Михаил — жил с семьёй в Павловске на Главной улице, имел звание потомственного почётного гражданина[36].

Потомки Богдана Венига — дети и внуки вышеназванных — продолжают жить в Петербурге.

## Галерея

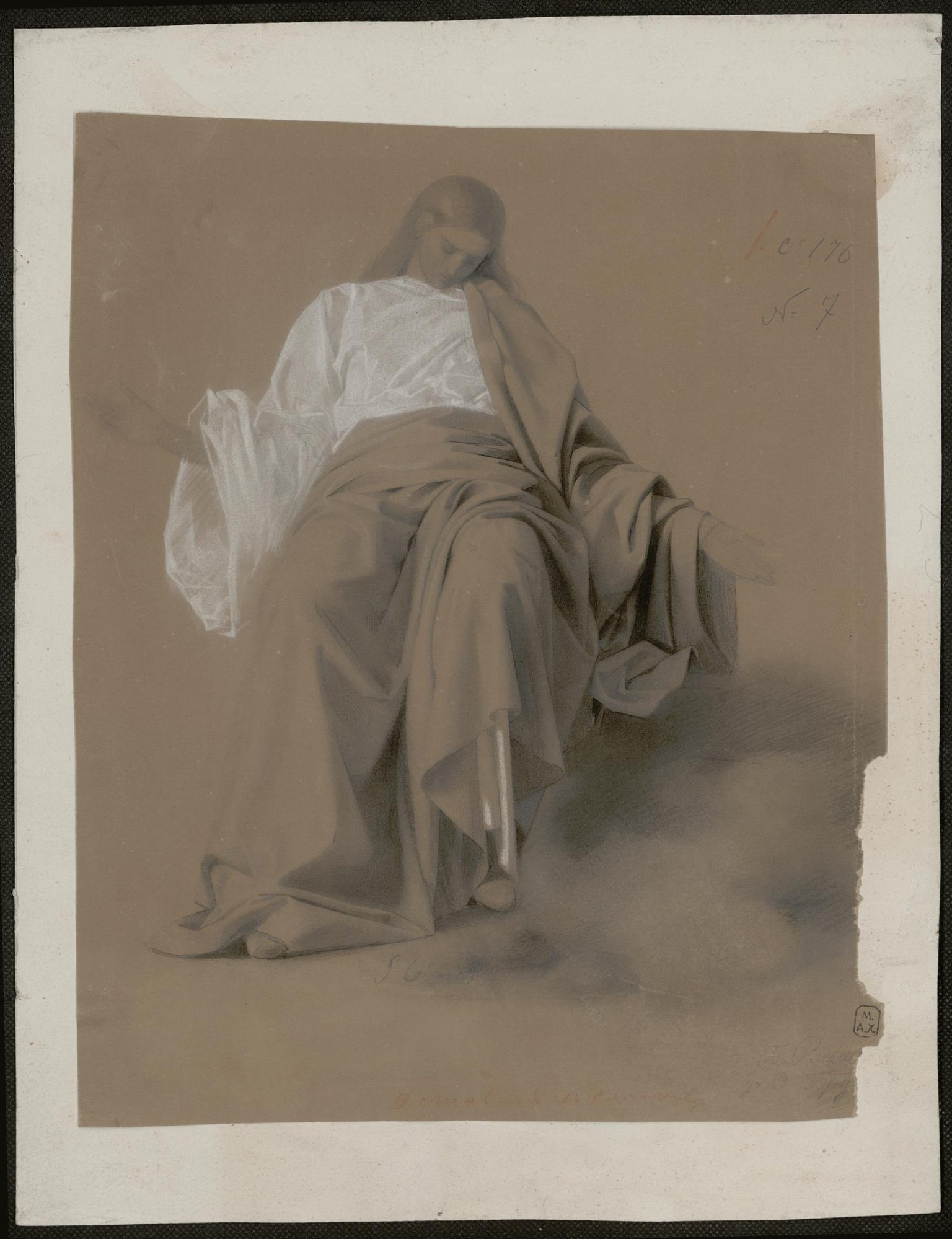
Этюд драпировок. Около 1857–1858[комм. 5]
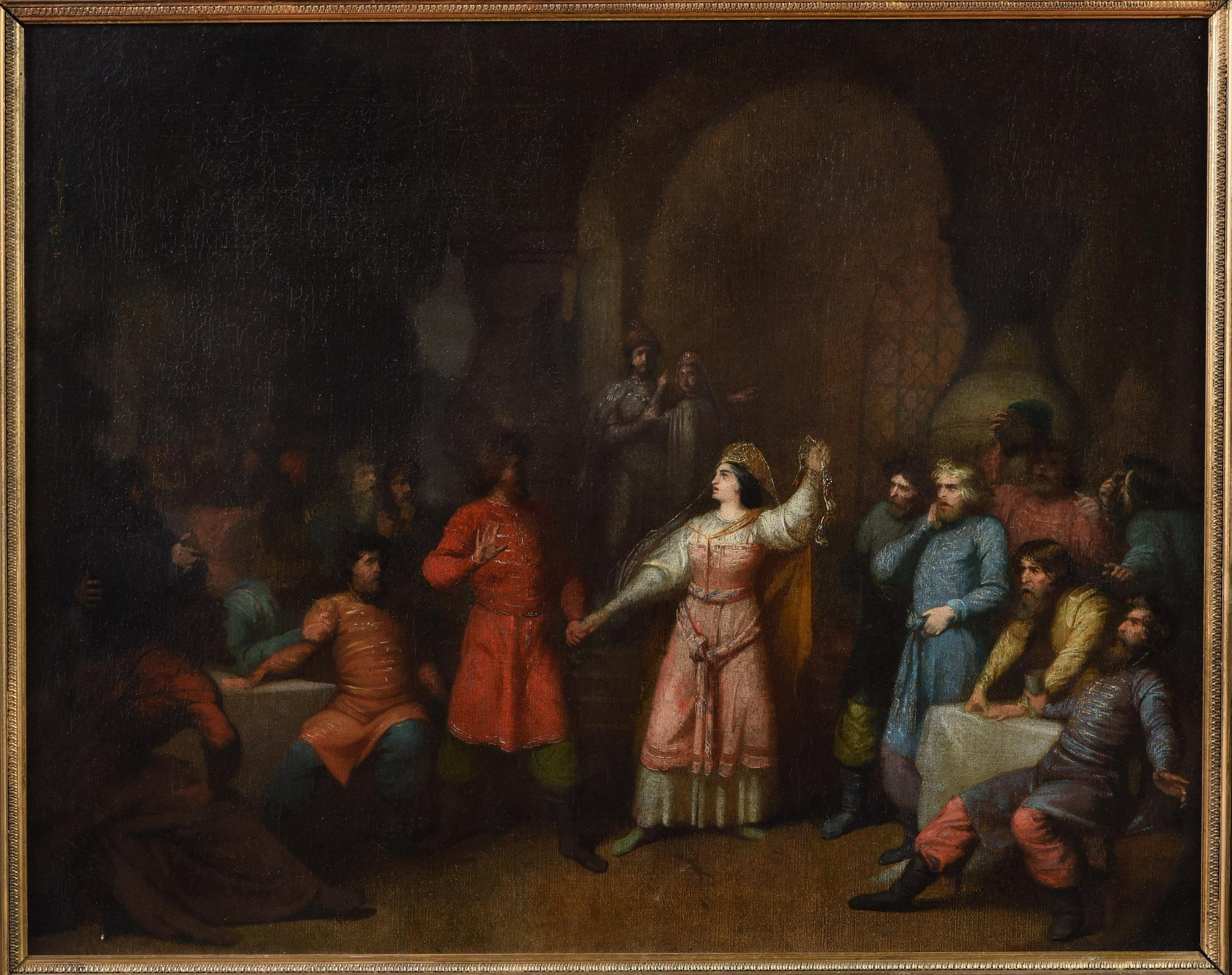
Великая княгиня Софья Витовтовна на свадьбе великого князя Василия Темного. 1861[комм. 6]
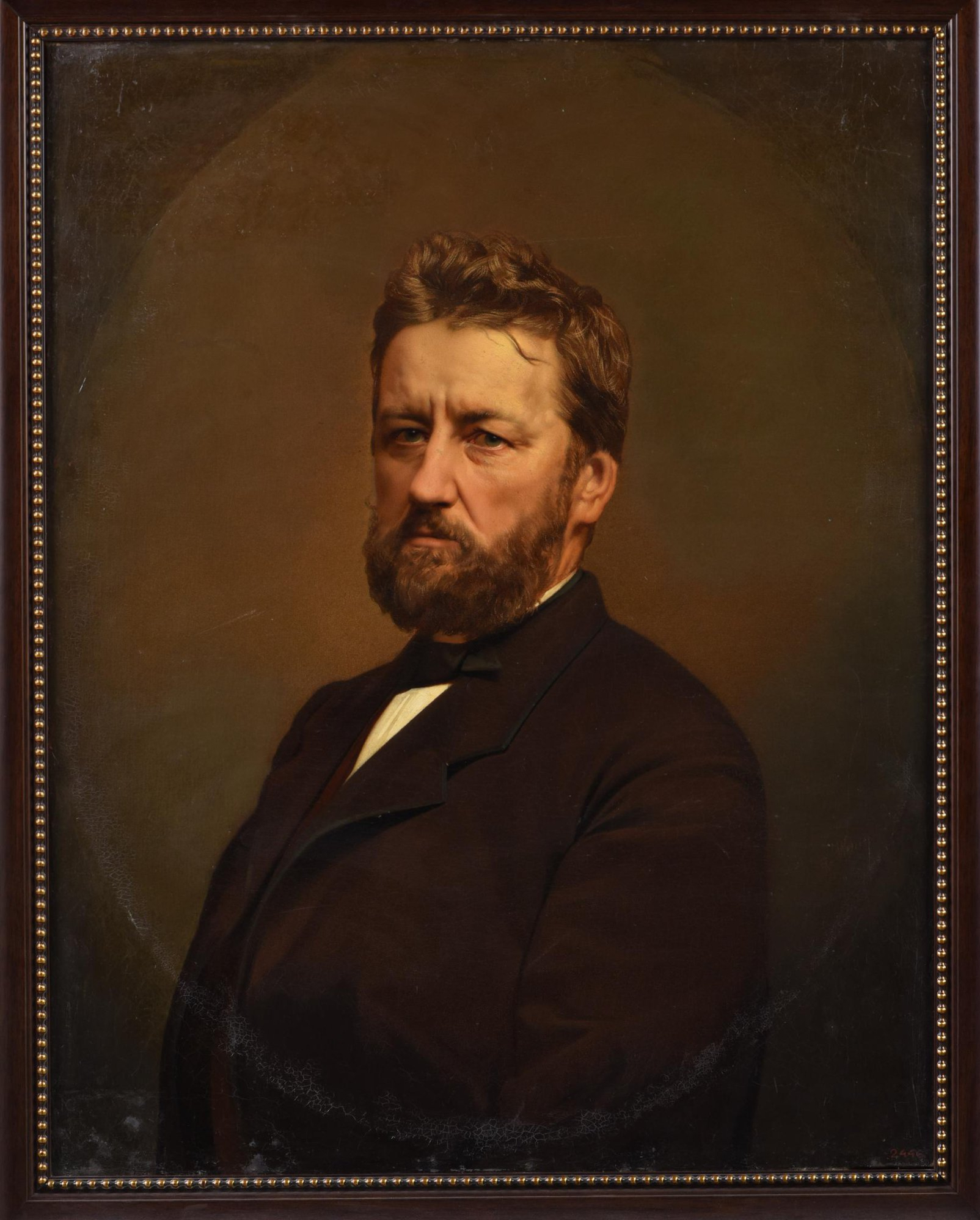
Портрет И. И. Реймерса. 1869[комм. 7]

## Комментарии
1. Бумага, соус, итальянский карандаш, белила, процарапывание. 57,8 × 46 см (овал). Третьяковская галерея, Москва (инв. Р-1113; приобретён у частного собирателя А. М. Берсенева в 1966 году)[1]. Меньший по размеру подготовительный рисунок к этой работе (22 × 15,9 см), подписанный и датированный апрелем 1861 года, находится в Русском музее в Санкт-Петербурге (инв. Р-6014)[2].
2. ↑  Бумага, соус, итальянский карандаш, белила, процарапывание. 57,8 × 46 см (овал). Третьяковская галерея, Москва (инв. Р-1113; приобретён у частного собирателя А. М. Берсенева в 1966 году)[3]. Меньший по размеру подготовительный рисунок к этой работе (22 × 15,9 см), подписанный и датированный апрелем 1861 года, находится в Русском музее в Санкт-Петербурге (инв. Р-6014)[4].
3. ↑  В картотеке Амбургера и далее в очерке Е. Поповой-Яцкевич записан как Иоганн Готлиб Фридрих[5]; в «Словаре балтийских художников» В. Неймана, далее в «Тиме — Бекере», «Бенези[фр.]» и у Ю. Гудыменко в Allgemeines Künstlerlexikon — Иоганн Готфрид[6].
4. ↑  Утверждения, по которым Вениг был позднее удостоен (в 1869) звания классного художника первой степени за портрет Ив. Реймерса[21][22], сомнительны.
5. ↑  Бумага, графит, белила. 33,7 × 25,5 см. Музей Академии художеств, Санкт-Петербург (инв. Р-1327).
6. ↑  Холст, масло. 62,5 × 77,5 см. Музей Академии художеств, Санкт-Петербург (инв. Ж-3227).
7. ↑  Холст, масло. 73 × 58 см. Музей Академии художеств, Санкт-Петербург (инв. Ж-215).